# 育空地方旗
育空地區旗是加拿大育空地區的官方旗幟，長寬比1:2。這是一面三色旗，自左至右為綠白藍三色條紋，縱條寬度的比例為1:1.5:1。白色縱條的正中央帶有育空地區的徽章，其下則置有兩束柳蘭（即育空區花）。旗幟中的綠色象徵育空地區的森林，白色代表雪，藍色則象徵區内的河流和湖泊。盾牌頂部的白底紅十字來自英格蘭國旗（即聖喬治十字），紀念早期在此活動的英格蘭裔探索家；十字中部的藍白相間圖案代表松鼠毛皮，象徵皮毛交易。盾牌中部的波浪型縱條代表育空的河流，兩個紅色三角形代表該帶的山脈，在其之上的金色圓形則代表蘊藏在此地的礦物。盾牌之上的盔飾為一頭站在雪丘上的雪橇犬。
育空區旗是通過公開募集產生；區旗設計比賽於1967年舉行，是當地慶祝加拿大聯邦成立百周年紀念活動的一環，並由育空首府白馬市的加拿大退伍軍人協會分部贊助。從137份作品中脫穎而出的獲選方案是由林恩·蘭伯特（Lynn Lambert）設計，於1967年12月1日透過《旗幟條例》確立為育空區旗，並於1968年3月1日開始使用。區旗的設計於2010年12月15日列入加拿大紋章局的紋章及旗幟名冊內。